# 欧洲网球联合会
欧洲网球联合会，又称欧洲网球（Tennis Europe）或者欧洲网联，前称为欧洲网球协会（European Tennis Association），于1975年5月31日在意大利罗马由17个欧洲国家和地区的网球组织成立，作为网球运动的区域管理机构，并受国际网球联合会（ITF）管辖。欧洲网球联合会是国际网球联合会旗下最大的地区性协会，至2025年已有51个成员国。
欧洲网球联合会总部位于瑞士巴塞尔，该组织在欧洲网球事务中发挥积极作用，执行国际网球联合会委托的任务，并独立于ITF组织多项赛事和活动，如欧洲网球锦标赛（European Tennis Championships）。
弗朗切斯科·里奇·比蒂于1993年至1999年担任欧洲网球联合会主席。
亨里克·托索·彼得森（Henrik Thorsøe Pedersen）于2024年3月当选主席，任期至2028年。
针对2022年俄罗斯入侵乌克兰事件，欧洲网球联合会暂停了俄罗斯网球联合会和白俄罗斯网球联合会的会员资格。因此，代表俄罗斯和白俄罗斯的球员和球队被禁止参加所有欧洲网球联合会赛事，包括冬季和夏季杯（Winter & Summer Cups）、欧洲沙滩网球赛（European Beach Tennis）及老年俱乐部锦标赛（Senior Club Championships）等。 此外，所有在俄罗斯和白俄罗斯举办的欧洲网球联合会赛事均被暂停，包括原定于莫斯科举行的16岁以下欧洲青少年网球锦标赛（European Junior Tennis Championships (16 & Under) ），两国代表亦无法参加2022年欧洲网球联合会年度大会。 

## 组织赛事
欧洲网球联合会每年支持、管理和批准超过1,200个国际网球赛事，其中包括：
欧洲网球锦标赛
青少年赛事：
欧洲网球联合会青少年巡回赛（Tennis Europe Junior Tour，约有500场为16岁/14岁/12岁以下年龄组举办的单项赛事）。  
其中包括一些为这些年龄组最著名和最具声望的赛事，如法国的Petits As和意大利的Avvenire。
来源：欧洲网球 （页面存档备份，存于）
- 欧洲网球青少年锦标赛（18岁/16岁/14岁及以下）
- 欧洲网球夏季杯（18岁/16岁/14岁及以下）
- 达能杯欧洲网球夏季杯（12岁及以下）
- 达能杯欧洲网球冬季杯（16岁/14岁及以下）
- 欧洲青少年网球大师赛（16岁/14岁及以下）
- ITF/TE发展网球锦标赛（14岁及以下）
- 12岁及以下网球节

老年网球赛事
- 欧洲大师网球锦标赛（所有正式年龄类别）
- 欧洲大师俱乐部网球锦标赛（男子35/40/45/55/60/65/70岁，女子40/50/60岁）

来源：
- 欧洲网球 （页面存档备份，存于）
- 欧洲大师锦标赛
- 欧洲网球赛历 （页面存档备份，存于）
- 欧洲大师俱乐部锦标赛 （页面存档备份，存于）

欧洲沙滩网球锦标赛
来源：欧洲沙滩网球锦标赛 （页面存档备份，存于）
其他
欧洲网球联合会与国际网球联合会合作，建立了ITF青少年巡回赛（18岁及以下），并共同组织欧洲沙滩网球锦标赛。

## 赛事成绩
- 欧洲青少年网球锦标赛14岁及以下：自1976年起 [11]
- 欧洲青少年网球锦标赛16岁及以下：自1976年起 [12]
- 欧洲青少年网球锦标赛18岁及以下：自1976年起 [13]
- 排名与赛事：自2009年起 [14][15]
- 欧洲大师网球锦标赛 [16][17]
- 欧洲沙滩网球锦标赛：自2008年起 [18]
- 欧洲老年网球锦标赛：自2012年起 [19]